# Yves Delacour
Pour les articles homonymes, voir Delacour.
Yves Delacour, né le 15 mars 1930 au Perreux-sur-Marne (Seine) et décédé le 14 mars 2014 à Férolles-Attilly (Seine-et-Marne) des suites d'un cancer à la veille de ses 84 ans, était un rameur français. 

## Biographie
Yves Delacour dispute avec René Guissart, Gaston Mercier et Guy Guillabert l'épreuve de quatre sans barreur aux Jeux olympiques d'été de 1956 à Melbourne et remporte la médaille de bronze.